# Gladiolus splendens
Gladiolus splendens är en irisväxtart som först beskrevs av Robert Sweet, och fick sitt nu gällande namn av Herb.. Gladiolus splendens ingår i släktet sabelliljor, och familjen irisväxter. Inga underarter finns listade i Catalogue of Life.